# Liga Nacional de Baloncesto Profesional de México 2011-2012
La Temporada 2011-2012 de la LNBP fue la duodécima edición de la Liga Nacional de Baloncesto Profesional de México. Para este torneo se tuvo la participación de 14 clubes.
La temporada regular tuvo un solo grupo de equipos e inició el 30 de agosto de 2011 cuando los Lechugueros de León recibieron a los Correcaminos UAT Victoria, y concluyó el 30 de diciembre del mismo año. Fueron un total de 40 juegos para cada equipo en un rol regular de 42 jornadas, en donde se enfrentaron todos contra todos y cada club descansó dos fechas. Se jugaron 4 meses con 2 juegos por semana, cada equipo jugó 20 juegos de local y 20 de visitante en un total de 22 semanas con tres jornadas dobles. La novedad fue el sistema de calificación a la postemporada, ya que, al igual que la temporada anterior, calificaron los primeros 12 con la diferencia de que en esta ocasión los que se ubicaron en los cuatro primeros lugares descansaron la primera ronda, mientras que las restantes 8 quintetas se enfrentaron entre sí para obtener a los otros cuatro, que se sumaron a los primeros 4 para jugar la siguiente fase.
La postemporada inició el 3 de enero de 2012 con series a ganar 3 de 5 juegos, calificando los 12 mejores equipos de la temporada abriendo en casa el mejor calificado, los cuartos de final iniciaron el 12 de enero con series a ganar 4 de 7 juegos, mientras que las semifinales comenzaron el 25 de enero con series a ganar 4 de 7 juegos.
Las finales de la LNBP iniciaron el 7 de febrero en formato 2-3-2 en serie a ganar 4 de 7 juegos.

## Eventos destacados
- Se retiraron de la liga los Ángeles de Puebla, la Ola Verde de Poza Rica, los Algodoneros de la Comarca, los Lobos Grises de la UAD, Titanes Capital del Distrito Federal, los Jaguares de la Bahía y los Potros ITSON de Obregón.
- Reingresaron al circuito los Barreteros de Zacatecas y los Correcaminos UAT Victoria.
- Tuvieron su primera participación en la liga las Águilas Rojas de San Juan del Río.
- Las Panteras de Aguascalientes cambiaron su nombre a Panteras Aguascalientes.
- Los Huracanes de Tampico fueron invitados a un partido amistoso internacional con el FC Barcelona Regal,[6] disputado el 5 de octubre de 2011 y con un marcador de 85-40 favoreciendo al equipo catalán.[7]
- El miércoles 7 de diciembre de 2011 la LNBP informó que el equipo Volcanes del Estado de México fue dado de baja del torneo. Decisión que fue tomada por el área técnica de la liga, debido al bajo rendimiento deportivo, no habiendo ganado ningún partido de la presente temporada y por el incumplimiento reiterado al reglamento del circuito.[8]
- El domingo 8 de enero de 2012 se llevó a cabo el XIV Juego de Estrellas de la LNBP en el Gimnasio de la USBI de Xalapa, Veracruz; en donde la Selección de baloncesto de México se impuso a la de los jugadores Extranjeros por 142 a 136. Leroy Hickerson de Pioneros de Quintana Roo ganó el concurso de Clavadas, y Paul Stoll jugador de los Halcones Rojos Veracruz se proclamó como el ganador del concurso de Tiros de 3. Cabe destacar que el "Jugador Más Valioso" del encuentro fue Leroy Hickerson de los Pioneros de Quintana Roo.[9]
- El 19 de enero de 2012 FIBA Américas anunció que la Fuerza Regia de Monterrey y los Pioneros de Quintana Roo tomarían parte de la Liga de las Américas 2012.[10]
- El 13 de febrero de 2012 los Halcones Rojos Veracruz concluyeron una gran temporada al obtener el campeonato de la LNBP por primera vez en su historia, al derrotar en la Serie Final a los Toros de Nuevo Laredo por 4-1. Los Halcones Rojos quedaron en la primera posición de la clasificación general con marca de 34 juegos ganados por solo 6 perdidos, para conseguir un total de 74 puntos.[11] Además fueron el mejor equipo en calidad de local con récord de 19-1 en ganados y perdidos,[12] y también el mejor visitante con 15 victorias y sólo 5 derrotas.[13] También fueron la mejor defensiva del circuito al aceptar solamente 2,745 puntos, para un promedio de 68.62 por partido.[14] En la postemporada el equipo jarocho tuvo un impresionante récord de 12 victorias por solamente una derrota.
- El domingo 29 de abril de 2012 Pioneros de Quintana Roo se convirtió en el primer club mexicano en ganar la Liga de las Américas, ya que ganó dos partidos en el Final Four de la edición 2012 de dicho torneo, y se coronó por el criterio de "dominio" ante La Unión de Formosa de Argentina, a la cual derrotó en la jornada inaugural. El MVP (Jugador más valioso) del Final Four fue Chris Hernández, de Pioneros, quien en el cotejo final ante Obras Sanitarias de Argentina convirtió 14 puntos, tomó 2 rebotes y dio 4 asistencias.[15][16][17][18][19]

## Campeón de Liga
El Campeonato de la LNBP lo obtuvieron los Halcones Rojos Veracruz, los cuales derrotaron en la Serie Final a los Toros de Nuevo Laredo por 4 juegos a 1, coronándose el equipo jarocho en calidad de visitante en el propio Gimnasio Multidisciplinario de Nuevo Laredo de Nuevo Laredo, Tamaulipas.

## Equipos participantes
| Liga Nacional de Baloncesto Profesional de México 2011-2012 |                                |               |
| Equipo                                                      | Ciudad                         | Miembro desde |
| Abejas de Guanajuato                                        | Guanajuato, Guanajuato         | 2009-2010     |
| Águilas Rojas de San Juan del Río                           | San Juan del Río, Querétaro    | 2011-2012     |
| Barreteros de Zacatecas                                     | Zacatecas, Zacatecas           | 2004          |
| Correcaminos UAT Victoria                                   | Ciudad Victoria, Tamaulipas    | 2000          |
| Fuerza Regia de Monterrey                                   | Monterrey, Nuevo León          | 2001          |
| Halcones Rojos Veracruz                                     | Veracruz, Veracruz             | 2005          |
| Halcones UV Xalapa                                          | Xalapa, Veracruz               | 2003          |
| Huracanes de Tampico                                        | Tampico, Tamaulipas            | 2009-2010     |
| Lechugueros de León                                         | León, Guanajuato               | 2001          |
| Panteras Aguascalientes                                     | Aguascalientes, Aguascalientes | 2003          |
| Pioneros de Quintana Roo                                    | Cancún, Quintana Roo           | 2006          |
| Soles de Mexicali                                           | Mexicali, Baja California      | 2005          |
| Toros de Nuevo Laredo                                       | Nuevo Laredo, Tamaulipas       | 2007-2008     |
| Volcanes del Estado de México                               | Toluca, Estado de México       | 2010-2011     |

## Clasificación
- Actualizadas las clasificaciones al 31 de diciembre de 2011. [11]

JJ = Juegos Jugados, JG = Juegos Ganados, JP = Juegos Perdidos, Ptos. = Puntos Obtenidos = (JGx2)+(JP), PF= Puntos a favor, PC = Puntos en contra, Dif. = Diferencia entre Ptos. a favor y en contra, JV = Juegos de Ventaja
| Clasificación General             |    |    |    |      |      |       |       |    |
| Equipo                            | JJ | JG | JP | PF   | PC   | Dif.  | Ptos. | JV |
| Halcones Rojos Veracruz           | 40 | 34 | 6  | 3252 | 2745 | 507   | 74    | -- |
| Fuerza Regia de Monterrey         | 40 | 32 | 8  | 3587 | 3163 | 424   | 72    | 2  |
| Toros de Nuevo Laredo             | 40 | 28 | 12 | 3415 | 3159 | 256   | 67    | 6  |
| Pioneros de Quintana Roo          | 40 | 27 | 13 | 3727 | 3319 | 408   | 67    | 7  |
| Soles de Mexicali                 | 40 | 27 | 13 | 3386 | 3077 | 309   | 67    | 7  |
| Halcones UV Xalapa                | 40 | 26 | 14 | 3544 | 3150 | 394   | 66    | 8  |
| Huracanes de Tampico              | 40 | 25 | 15 | 3437 | 3131 | 306   | 65    | 9  |
| Barreteros de Zacatecas           | 40 | 17 | 23 | 3127 | 3310 | -183  | 57    | 17 |
| Abejas de Guanajuato              | 40 | 16 | 24 | 3443 | 3585 | -142  | 56    | 18 |
| Correcaminos UAT Victoria         | 40 | 16 | 24 | 3394 | 3351 | 43    | 55    | 18 |
| Lechugueros de León               | 40 | 15 | 25 | 3417 | 3438 | -21   | 55    | 19 |
| Panteras Aguascalientes           | 40 | 11 | 29 | 3094 | 3417 | -323  | 51    | 23 |
| Águilas Rojas de San Juan del Río | 40 | 6  | 34 | 3298 | 3990 | -692  | 43    | 28 |
| Volcanes del Estado de México     | 40 | 0  | 40 | 2237 | 3523 | -1286 | 32    | 34 |

| Clasificado a los playoffs |

| Eliminado de los playoffs |

## Playoffs
|  | Primera ronda   | Primera ronda   | Primera ronda   |   |                | Cuartos de final | Cuartos de final | Cuartos de final |  |  | Semifinales                | Semifinales                | Semifinales                |  |  | Final             | Final             | Final             |
|  | 3 - 11 de enero | 3 - 11 de enero | 3 - 11 de enero |   |                | 12 - 21 de enero | 12 - 21 de enero | 12 - 21 de enero |  |  | 25 de enero - 4 de febrero | 25 de enero - 4 de febrero | 25 de enero - 4 de febrero |  |  | 7 - 13 de febrero | 7 - 13 de febrero | 7 - 13 de febrero |
|  |                 |                 |                 |   |                |                  |                  |                  |  |  |                            |                            |                            |  |  |                   |                   |                   |
|  |                 |                 |                 |   |                |                  |                  |                  |  |  |                            |                            |                            |  |  |                   |                   |                   |
|  |                 |                 |                 |   |                |                  |                  |                  |  |  |                            |                            |                            |  |  |                   |                   |                   |
|  |                 |                 |                 |   |                |                  |                  |                  |  |  |                            |                            |                            |  |  |                   |                   |                   |
|  |                 |                 |                 |   |                |                  |                  |                  |  |  |                            |                            |                            |  |  |                   |                   |                   |
|  | 8               | Barreteros      | 3               |   |                |                  |                  |                  |  |  |                            |                            |                            |  |  |                   |                   |                   |
|  | 8               | Barreteros      | 3               | 1 | Halcones Rojos | 4                |                  |                  |  |  |                            |                            |                            |  |  |                   |                   |                   |
|  | 9               | Abejas          | 2               | 1 | Halcones Rojos | 4                |                  |                  |  |  |                            |                            |                            |  |  |                   |                   |                   |
|  | 9               | Abejas          | 2               | 8 | Barreteros     | 0                |                  |                  |  |  |                            |                            |                            |  |  |                   |                   |                   |
|  |                 |                 |                 | 8 | Barreteros     | 0                |                  |                  |  |  |                            |                            |                            |  |  |                   |                   |                   |
|  |                 |                 |                 |   |                |                  |                  |                  |  |  |                            |                            |                            |  |  |                   |                   |                   |
|  |                 |                 |                 | 1 | Halcones Rojos | 4                |                  |                  |  |  |                            |                            |                            |  |  |                   |                   |                   |
|  |                 |                 |                 | 1 | Halcones Rojos | 4                |                  |                  |  |  |                            |                            |                            |  |  |                   |                   |                   |
|  |                 | 4               | Pioneros        | 0 |                |                  |                  |                  |  |  |                            |                            |                            |  |  |                   |                   |                   |
|  |                 | 4               | Pioneros        | 0 |                |                  |                  |                  |  |  |                            |                            |                            |  |  |                   |                   |                   |
|  | 5               | Soles           | 3               |   |                |                  |                  |                  |  |  |                            |                            |                            |  |  |                   |                   |                   |
|  | 5               | Soles           | 3               | 4 | Pioneros       | 4                |                  |                  |  |  |                            |                            |                            |  |  |                   |                   |                   |
|  | 12              | Panteras        | 1               | 4 | Pioneros       | 4                |                  |                  |  |  |                            |                            |                            |  |  |                   |                   |                   |
|  | 12              | Panteras        | 1               | 5 | Soles          | 1                |                  |                  |  |  |                            |                            |                            |  |  |                   |                   |                   |
|  |                 |                 |                 | 5 | Soles          | 1                |                  |                  |  |  |                            |                            |                            |  |  |                   |                   |                   |
|  |                 |                 |                 |   |                |                  |                  |                  |  |  |                            |                            |                            |  |  |                   |                   |                   |
|  |                 |                 |                 | 1 | Halcones Rojos | 4                |                  |                  |  |  |                            |                            |                            |  |  |                   |                   |                   |
|  |                 |                 |                 | 1 | Halcones Rojos | 4                |                  |                  |  |  |                            |                            |                            |  |  |                   |                   |                   |
|  |                 | 3               | Toros           | 1 |                |                  |                  |                  |  |  |                            |                            |                            |  |  |                   |                   |                   |
|  |                 | 3               | Toros           | 1 |                |                  |                  |                  |  |  |                            |                            |                            |  |  |                   |                   |                   |
|  | 6               | Halcones        | 3               |   |                |                  |                  |                  |  |  |                            |                            |                            |  |  |                   |                   |                   |
|  | 6               | Halcones        | 3               | 3 | Toros          | 4                |                  |                  |  |  |                            |                            |                            |  |  |                   |                   |                   |
|  | 11              | Lechugueros     | 0               | 3 | Toros          | 4                |                  |                  |  |  |                            |                            |                            |  |  |                   |                   |                   |
|  | 11              | Lechugueros     | 0               | 6 | Halcones       | 2                |                  |                  |  |  |                            |                            |                            |  |  |                   |                   |                   |
|  |                 |                 |                 | 6 | Halcones       | 2                |                  |                  |  |  |                            |                            |                            |  |  |                   |                   |                   |
|  |                 |                 |                 |   |                |                  |                  |                  |  |  |                            |                            |                            |  |  |                   |                   |                   |
|  |                 |                 |                 | 3 | Toros          | 4                |                  |                  |  |  |                            |                            |                            |  |  |                   |                   |                   |
|  |                 |                 |                 | 3 | Toros          | 4                |                  |                  |  |  |                            |                            |                            |  |  |                   |                   |                   |
|  |                 | 2               | Fuerza Regia    | 3 |                |                  |                  |                  |  |  |                            |                            |                            |  |  |                   |                   |                   |
|  |                 | 2               | Fuerza Regia    | 3 |                |                  |                  |                  |  |  |                            |                            |                            |  |  |                   |                   |                   |
|  | 7               | Huracanes       | 3               |   |                |                  |                  |                  |  |  |                            |                            |                            |  |  |                   |                   |                   |
|  | 7               | Huracanes       | 3               | 2 | Fuerza Regia   | 4                |                  |                  |  |  |                            |                            |                            |  |  |                   |                   |                   |
|  | 10              | Correcaminos    | 2               | 2 | Fuerza Regia   | 4                |                  |                  |  |  |                            |                            |                            |  |  |                   |                   |                   |
|  | 10              | Correcaminos    | 2               | 7 | Huracanes      | 2                |                  |                  |  |  |                            |                            |                            |  |  |                   |                   |                   |
|  |                 |                 |                 | 7 | Huracanes      | 2                |                  |                  |  |  |                            |                            |                            |  |  |                   |                   |                   |

### Octavos de final

#### Soles de Mexicali vs. Panteras Aguascalientes
| Fecha                     | Hora  | Equipo local            | Resultado | Equipo visitante        |
| ------------------------- | ----- | ----------------------- | --------- | ----------------------- |
| 3 de enero de 2012        | 20:00 | Soles de Mexicali       | 103 - 72  | Panteras Aguascalientes |
| 4 de enero de 2012        | 20:00 | Soles de Mexicali       | 89 - 60   | Panteras Aguascalientes |
| 6 de enero de 2012        | 20:30 | Panteras Aguascalientes | 100 - 93  | Soles de Mexicali       |
| 7 de enero de 2012        | 20:30 | Panteras Aguascalientes | 64 - 80   | Soles de Mexicali       |
| Soles gana la serie 3 - 1 |       |                         |           |                         |

#### Halcones UV Xalapa vs. Lechugueros de León
| Fecha                        | Hora  | Equipo local        | Resultado | Equipo visitante    |
| ---------------------------- | ----- | ------------------- | --------- | ------------------- |
| 3 de enero de 2012           | 20:00 | Halcones UV Xalapa  | 98 - 75   | Lechugueros de León |
| 4 de enero de 2012           | 20:00 | Halcones UV Xalapa  | 93 - 85   | Lechugueros de León |
| 6 de enero de 2012           | 20:15 | Lechugueros de León | 93 - 103  | Halcones UV Xalapa  |
| Halcones gana la serie 3 - 0 |       |                     |           |                     |

#### Huracanes de Tampico vs. Correcaminos UAT Victoria
| Fecha                         | Hora  | Equipo local              | Resultado                                                                                                  | Equipo visitante          |
| ----------------------------- | ----- | ------------------------- | --- | ------------------------- |
| 3 de enero de 2012            | 19:45 | Huracanes de Tampico      | 109 - 90 (enlace roto disponible en Internet Archive; véase el historial, la primera versión y la última). | Correcaminos UAT Victoria |
| 4 de enero de 2012            | 19:45 | Huracanes de Tampico      | 74 - 76 | Correcaminos UAT Victoria |
| 6 de enero de 2012            | 19:30 | Correcaminos UAT Victoria | 72 - 79 | Huracanes de Tampico      |
| 7 de enero de 2012            | 19:30 | Correcaminos UAT Victoria | 80 - 74 | Huracanes de Tampico      |
| 9 de enero de 2012            | 19:45 | Huracanes de Tampico      | 92 - 65 | Correcaminos UAT Victoria |
| Huracanes gana la serie 3 - 2 |       |                           | |                           |

#### Barreteros de Zacatecas vs. Abejas de Guanajuato
| Fecha                          | Hora  | Equipo local            | Resultado                                                                                                 | Equipo visitante        |
| ------------------------------ | ----- | ----------------------- | --- | ----------------------- |
| 3 de enero de 2012             | 20:30 | Barreteros de Zacatecas | 83 - 96                                                                                                   | Abejas de Guanajuato    |
| 4 de enero de 2012             | 20:30 | Barreteros de Zacatecas | 79 - 74 (enlace roto disponible en Internet Archive; véase el historial, la primera versión y la última). | Abejas de Guanajuato    |
| 6 de enero de 2012             | 20:30 | Abejas de Guanajuato    | 87 - 82 (enlace roto disponible en Internet Archive; véase el historial, la primera versión y la última). | Barreteros de Zacatecas |
| 7 de enero de 2012             | 20:30 | Abejas de Guanajuato    | 78 - 95                                                                                                   | Barreteros de Zacatecas |
| 11 de enero de 2012            | 19:00 | Barreteros de Zacatecas | 81 - 73                                                                                                   | Abejas de Guanajuato    |
| Barreteros gana la serie 3 - 2 |       |                         | |                         |

 Nota: El último partido de la serie se jugó en el Gimnasio "Hermanos Carreón" de la ciudad de Aguascalientes por disposición de la liga. 

### Cuartos de final

#### Halcones Rojos Veracruz vs. Barreteros de Zacatecas
| Fecha                              | Hora  | Equipo local            | Resultado                                                                                                  | Equipo visitante        |
| ---------------------------------- | ----- | ----------------------- | --- | ----------------------- |
| 12 de enero de 2012                | 20:30 | Halcones Rojos Veracruz | 103 - 84 (enlace roto disponible en Internet Archive; véase el historial, la primera versión y la última). | Barreteros de Zacatecas |
| 13 de enero de 2012                | 20:30 | Halcones Rojos Veracruz | 91 - 71 | Barreteros de Zacatecas |
| 16 de enero de 2012                | 20:30 | Barreteros de Zacatecas | 61 - 70 (enlace roto disponible en Internet Archive; véase el historial, la primera versión y la última).  | Halcones Rojos Veracruz |
| 17 de enero de 2012                | 20:30 | Barreteros de Zacatecas | 66 - 81 | Halcones Rojos Veracruz |
| Halcones Rojos gana la serie 4 - 0 |       |                         | |                         |

#### Fuerza Regia de Monterrey vs. Huracanes de Tampico
| Fecha                            | Hora  | Equipo local              | Resultado                                                                                                 | Equipo visitante          |
| -------------------------------- | ----- | ------------------------- | --- | ------------------------- |
| 12 de enero de 2012              | 20:00 | Fuerza Regia de Monterrey | 70 - 72                                                                                                   | Huracanes de Tampico      |
| 13 de enero de 2012              | 20:00 | Fuerza Regia de Monterrey | 88 - 71                                                                                                   | Huracanes de Tampico      |
| 16 de enero de 2012              | 19:45 | Huracanes de Tampico      | 75 - 76                                                                                                   | Fuerza Regia de Monterrey |
| 17 de enero de 2012              | 19:45 | Huracanes de Tampico      | 85 - 73                                                                                                   | Fuerza Regia de Monterrey |
| 18 de enero de 2012              | 19:45 | Huracanes de Tampico      | 75 - 78                                                                                                   | Fuerza Regia de Monterrey |
| 21 de enero de 2012              | 20:00 | Fuerza Regia de Monterrey | 83 - 80 (enlace roto disponible en Internet Archive; véase el historial, la primera versión y la última). | Huracanes de Tampico      |
| Fuerza Regia gana la serie 4 - 2 |       |                           | |                           |

#### Toros de Nuevo Laredo vs. Halcones UV Xalapa
| Fecha                     | Hora  | Equipo local          | Resultado                                                                                                  | Equipo visitante      |
| ------------------------- | ----- | --------------------- | --- | --------------------- |
| 12 de enero de 2012       | 20:30 | Toros de Nuevo Laredo | 89 - 81 | Halcones UV Xalapa    |
| 13 de enero de 2012       | 20:30 | Toros de Nuevo Laredo | 76 - 74 | Halcones UV Xalapa    |
| 16 de enero de 2012       | 20:00 | Halcones UV Xalapa    | 105 - 87 (enlace roto disponible en Internet Archive; véase el historial, la primera versión y la última). | Toros de Nuevo Laredo |
| 17 de enero de 2012       | 20:00 | Halcones UV Xalapa    | 83 - 89 | Toros de Nuevo Laredo |
| 18 de enero de 2012       | 20:00 | Halcones UV Xalapa    | 76 - 74 | Toros de Nuevo Laredo |
| 21 de enero de 2012       | 20:30 | Toros de Nuevo Laredo | 96 - 83 | Halcones UV Xalapa    |
| Toros gana la serie 4 - 2 |       |                       | |                       |

#### Pioneros de Quintana Roo vs. Soles de Mexicali
| Fecha                        | Hora  | Equipo local             | Resultado                                                                                                 | Equipo visitante         |
| ---------------------------- | ----- | ------------------------ | --- | ------------------------ |
| 12 de enero de 2012          | 20:30 | Pioneros de Quintana Roo | 93 - 88                                                                                                   | Soles de Mexicali        |
| 13 de enero de 2012          | 20:30 | Pioneros de Quintana Roo | 87 - 66                                                                                                   | Soles de Mexicali        |
| 16 de enero de 2012          | 20:00 | Soles de Mexicali        | 84 - 68 (enlace roto disponible en Internet Archive; véase el historial, la primera versión y la última). | Pioneros de Quintana Roo |
| 17 de enero de 2012          | 20:00 | Soles de Mexicali        | 76 - 83                                                                                                   | Pioneros de Quintana Roo |
| 18 de enero de 2012          | 20:00 | Soles de Mexicali        | 74 - 85                                                                                                   | Pioneros de Quintana Roo |
| Pioneros gana la serie 4 - 1 |       |                          | |                          |

### Semifinales

#### Halcones Rojos Veracruz vs. Pioneros de Quintana Roo
| Fecha                              | Hora  | Equipo local             | Resultado                                                                                                 | Equipo visitante         |
| ---------------------------------- | ----- | ------------------------ | --- | ------------------------ |
| 25 de enero de 2012                | 20:30 | Halcones Rojos Veracruz  | 92 - 68                                                                                                   | Pioneros de Quintana Roo |
| 26 de enero de 2012                | 20:30 | Halcones Rojos Veracruz  | 101 - 75                                                                                                  | Pioneros de Quintana Roo |
| 29 de enero de 2012                | 20:30 | Pioneros de Quintana Roo | 75 - 87 (enlace roto disponible en Internet Archive; véase el historial, la primera versión y la última). | Halcones Rojos Veracruz  |
| 30 de enero de 2012                | 20:30 | Pioneros de Quintana Roo | 91 - 97                                                                                                   | Halcones Rojos Veracruz  |
| Halcones Rojos gana la serie 4 - 0 |       |                          | |                          |

#### Fuerza Regia de Monterrey vs. Toros de Nuevo Laredo
| Fecha                     | Hora  | Equipo local              | Resultado                                                                                                 | Equipo visitante          |
| ------------------------- | ----- | ------------------------- | --- | ------------------------- |
| 25 de enero de 2012       | 20:00 | Fuerza Regia de Monterrey | 74 - 88                                                                                                   | Toros de Nuevo Laredo     |
| 26 de enero de 2012       | 20:00 | Fuerza Regia de Monterrey | 83 - 77                                                                                                   | Toros de Nuevo Laredo     |
| 29 de enero de 2012       | 17:00 | Toros de Nuevo Laredo     | 80 - 72                                                                                                   | Fuerza Regia de Monterrey |
| 30 de enero de 2012       | 20:30 | Toros de Nuevo Laredo     | 79 - 96                                                                                                   | Fuerza Regia de Monterrey |
| 31 de enero de 2012       | 20:30 | Toros de Nuevo Laredo     | 68 - 69 (enlace roto disponible en Internet Archive; véase el historial, la primera versión y la última). | Fuerza Regia de Monterrey |
| 3 de febrero de 2012      | 20:00 | Fuerza Regia de Monterrey | 69 - 74                                                                                                   | Toros de Nuevo Laredo     |
| 4 de febrero de 2012      | 20:00 | Fuerza Regia de Monterrey | 75 - 78                                                                                                   | Toros de Nuevo Laredo     |
| Toros gana la serie 4 - 3 |       |                           | |                           |

### Final

#### Halcones Rojos Veracruz vs. Toros de Nuevo Laredo

##### Juego 1
7 de febrero de 2012; Auditorio "Benito Juárez", Veracruz, Veracruz.
| Equipo | Período 1 | Período 2 | Período 3 | Período 4 | Resultado |
| --- | --------- | --------- | --------- | --------- | --------- |
| Halcones Rojos Veracruz                                                                                     | 28        | 18        | 20        | 21        | 87        |
| Toros de Nuevo Laredo                                                                                       | 16        | 20        | 14        | 12        | 62        |
| VER - Puntos: Luis Bethelmy (17); Rebotes: Luis Bethelmy (8); Asistencias: Gregory Vargas y Paul Stoll (5). |           |           |           |           |           |
| NLD - Puntos: Ikechukwn Ofoegbu (15); Rebotes: René Rougeau (7); Asistencias: René Rougeau (5).             |           |           |           |           |           |

- Halcones Rojos 1 - 0 Toros

##### Juego 2
8 de febrero de 2012; Auditorio "Benito Juárez", Veracruz, Veracruz.
| Equipo | Período 1 | Período 2 | Período 3 | Período 4 | T. Extra | Resultado |
| --- | --------- | --------- | --------- | --------- | -------- | --------- |
| Halcones Rojos Veracruz                                                                                              | 29        | 22        | 22        | 10        | 10       | 93        |
| Toros de Nuevo Laredo                                                                                                | 21        | 20        | 23        | 19        | 13       | 96        |
| VER - Puntos: Noé Alonzo (28); Rebotes: Noé Alonzo (9); Asistencias: Gregory Vargas, Luis Bethelmy y Noé Alonzo (4). |           |           |           |           |          |           |
| NLD - Puntos: Rafael Pérez (24); Rebotes: Ikechukwn Ofoegbu (7); Asistencias: Ikechukwn Ofoegbu (4).                 |           |           |           |           |          |           |

- Halcones Rojos 1 - 1 Toros

##### Juego 3(enlace rotodisponible enInternet Archive; véase elhistorial, laprimera versióny laúltima).
11 de febrero de 2012; Gimnasio Multidisciplinario de Nuevo Laredo, Nuevo Laredo, Tamaulipas.
| Equipo                                                                                      | Período 1 | Período 2 | Período 3 | Período 4 | Resultado |
| ------------------------------------------------------------------------------------------- | --------- | --------- | --------- | --------- | --------- |
| Toros de Nuevo Laredo                                                                       | 23        | 15        | 12        | 15        | 65        |
| Halcones Rojos Veracruz                                                                     | 17        | 23        | 16        | 11        | 67        |
| NLD - Puntos: Rafael Pérez (19); Rebotes: Elys Guzmán (12); Asistencias: René Rougeau (7).  |           |           |           |           |           |
| VER - Puntos: Carlos Rivera (19); Rebotes: Jeff Aubry (8); Asistencias: Gregory Vargas (6). |           |           |           |           |           |

- Halcones Rojos 2 - 1 Toros

##### Juego 4
12 de febrero de 2012; Gimnasio Multidisciplinario de Nuevo Laredo, Nuevo Laredo, Tamaulipas.
| Equipo                                                                                                  | Período 1 | Período 2 | Período 3 | Período 4 | Resultado |
| --- | --------- | --------- | --------- | --------- | --------- |
| Toros de Nuevo Laredo                                                                                   | 15        | 14        | 19        | 13        | 61        |
| Halcones Rojos Veracruz                                                                                 | 22        | 11        | 15        | 20        | 68        |
| NLD - Puntos: Elys Guzmán y Rafael Pérez (13); Rebotes: Elys Guzmán (9); Asistencias: Brody Angley (5). |           |           |           |           |           |
| VER - Puntos: Noé Alonzo (13); Rebotes: Luis Bethelmy (8); Asistencias: Paul Stoll (4).                 |           |           |           |           |           |

- Halcones Rojos 3 - 1 Toros

##### Juego 5
13 de febrero de 2012; Gimnasio Multidisciplinario de Nuevo Laredo, Nuevo Laredo, Tamaulipas.
| Equipo | Período 1 | Período 2 | Período 3 | Período 4 | Resultado |
| --- | --------- | --------- | --------- | --------- | --------- |
| Toros de Nuevo Laredo                                                                                               | 26        | 13        | 15        | 15        | 69        |
| Halcones Rojos Veracruz                                                                                             | 24        | 26        | 20        | 22        | 92        |
| NLD - Puntos: Ikechukwn Ofoegbu (23); Rebotes: Elys Guzmán e Ikechukwn Ofoegbu (10); Asistencias: Brody Angley (5). |           |           |           |           |           |
| VER - Puntos: Luis Bethelmy (23); Rebotes: Luis Bethelmy (11); Asistencias: Gregory Vargas (7).                     |           |           |           |           |           |

- Halcones Rojos gana la serie 4 - 1

## Líderes individuales
| Categoría         | Jugador               | Equipo                            | Marca | Promedio | %     |
| ----------------- | --------------------- | --------------------------------- | ----- | -------- | ----- |
| Créditos          | Ryan O'neal P Moss    | Lechugueros de León               | 819   | 25.59    | *     |
| Puntos            | Daryl Deandre Dorsey  | Águilas Rojas de San Juan del Río | 762   | 30.48    | *     |
| Rebotes           | Ryan O'neal P Moss    | Lechugueros de León               | 365   | 11.41    | *     |
| Asistencias       | William Elijah Funn   | Lechugueros de León               | 235   | 10.22    | *     |
| Tiros de 2        | Ryan O'neal P Moss    | Lechugueros de León               | 237   | 7.41     | 0.591 |
| Tiros de 3        | Tyronzic Andre Joseph | Fuerza Regia de Monterrey         | 89    | 2.70     | 0.449 |
| Tiros Libres      | Daryl Deandre Dorsey  | Águilas Rojas de San Juan del Río | 202   | 8.08     | 0.852 |
| Minutos           | John Lee Millsap Jr.  | Pioneros de Quintana Roo          | 1,196 | 34.17    | *     |
| Faltas Cometidas  | James Lamont Reaves   | Barreteros de Zacatecas           | 118   | 3.37     | *     |
| Faltas Recibidas  | Jeremis Stephon Smith | Fuerza Regia de Monterrey         | 198   | 6.39     | *     |
| Robos de Balón    | Myron Demond Allen    | Correcaminos UAT Victoria         | 61    | 1.97     | *     |
| Pérdidas de balón | Myron Demond Allen    | Correcaminos UAT Victoria         | 116   | 3.74     | *     |
| Tapones           | Kleon Conal Penn      | Fuerza Regia de Monterrey         | 48    | 1.85     | *     |

## Designaciones
A continuación se muestran las designaciones a los mejores jugadores de la temporada 2011-2012.
| Designación               | Ganador                      | Equipo                            |
| ------------------------- | ---------------------------- | --------------------------------- |
| Jugador del año           | Daryl Deandre Dorsey         | Águilas Rojas de San Juan del Río |
| Guardia del año           | Daryl Deandre Dorsey         | Águilas Rojas de San Juan del Río |
| Delantero del año         | John Lee Millsap Jr.         | Pioneros de Quintana Roo          |
| Centro del año            | Albert Anthony Fuqua         | Huracanes de Tampico              |
| Jugador nacional del año  | Paul Michael Stoll Hernández | Halcones Rojos Veracruz           |
| Jugador importado del año | Daryl Deandre Dorsey         | Águilas Rojas de San Juan del Río |
| Entrenador del año        | Eddie Casiano Ojeda          | Halcones Rojos Veracruz           |